# Waldfriedhofstraße
Die Waldfriedhofstraße ist eine Innerortsstraße im Stadtbezirk Sendling-Westpark (Nr. 7) von München.

## Verlauf
Die Straße verläuft vom Luise-Kiesselbach-Platz am Mittleren Ring (Bundesstraße 2 R) nach Westen zur Fürstenrieder Straße, an der sie in die Würmtalstraße übergeht, die München mit Gräfelfing verbindet. Jenseits der Fürstenrieder Straße liegt der Waldfriedhof.

## Öffentlicher Verkehr
Die U-Bahn-Linie U6 mit den Stationen U-Bahnhof Westpark und U-Bahnhof Holzapfelkreuth verläuft rund 150 m nördlich unter der Ehrwalder Straße. Der Straßenbahnbetrieb zum Waldfriedhof (Endstation Lorettoplatz) wurde mit der Eröffnung der U-Bahn bis zum Klinikum Großhadern im Jahr 1993 endgültig eingestellt; die Gleise sind mittlerweile demontiert. Die Metrobuslinie 54 verkehrt weiterhin durch die Straße.

## Namensgeber
Die Straße ist nach dem von Hans Grässel konzipierten, im Jahr 1907 eröffneten Waldfriedhof benannt.

## Geschichte

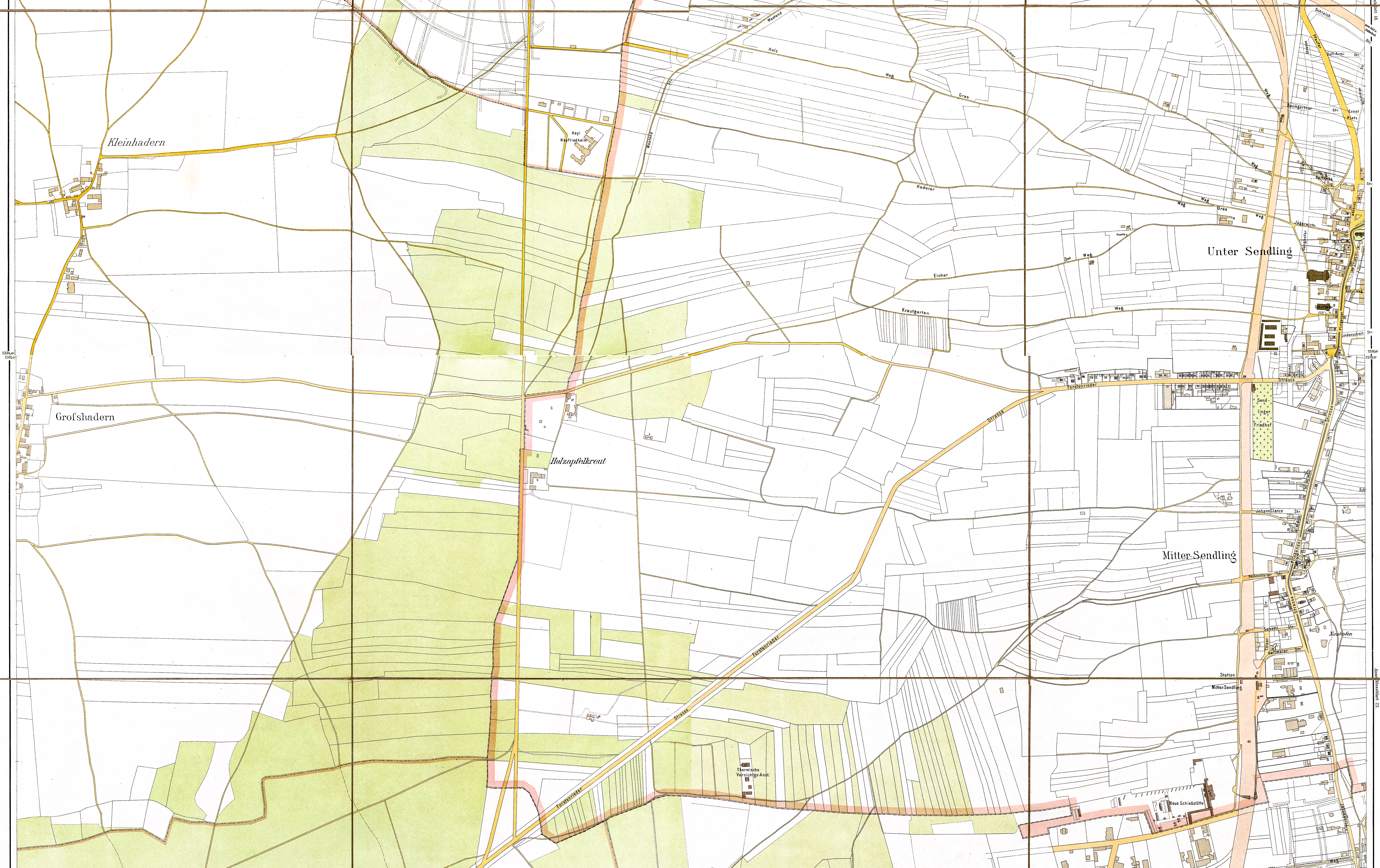
Die noch nicht existierende Waldfriedhof- und Würmtalstraße und die damalige Ortsverbindungsstraße auf einer Karte von 1898

Die Straße wurde in den frühen 1900er Jahren vollkommen neu angelegt, da sie nicht einmal als Feldweg existierte, um die gerade begonnene Anlegung des Waldfriedshofs mit dem Sendlinger Gebiet der Stadt zu verbinden. Wichtig war für deren Planungsphase auch, dass die Heilmann’sche Immobilien-Gesellschaft die Siedlung Holzapfelkreuth in Angriff nehmen wollte. Im Jahr 1904 wurde die Trambahnlinie zum Harras bis zum Nordosteck des in Bau befindlichen Waldfriedhofs durch die Straße verlängert. Mitte der 1900er Jahre verlängerte man die Straße unter der Bezeichnung Würmtalstraße bis zum Ortskern von Großhadern.

## Charakteristik
Die durchgehend mit getrennten Richtungsfahrbahnen angelegte Straße setzt die Albert-Roßhaupter-Straße nach Westen zum Waldfriedhof fort und geht an der Fürstenrieder Straße in die Würmtalstraße über, die über den Ortsteil Neuried von Planegg nach Gräfelfing führt. Bis zu ihrer Abstufung war sie Teil der Staatsstraße 2343.

## Gebäude in der Nähe

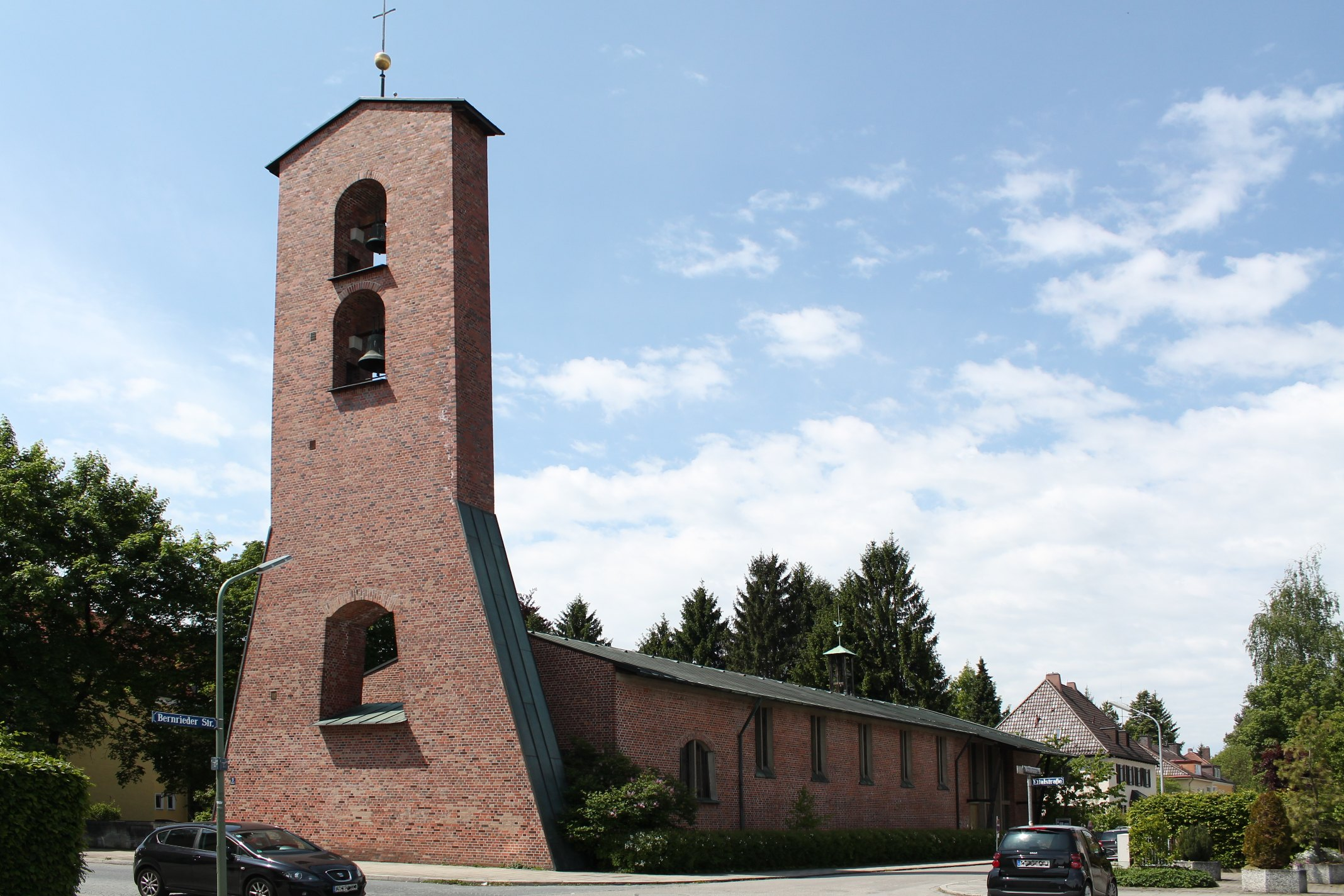
Gethsemanekirche

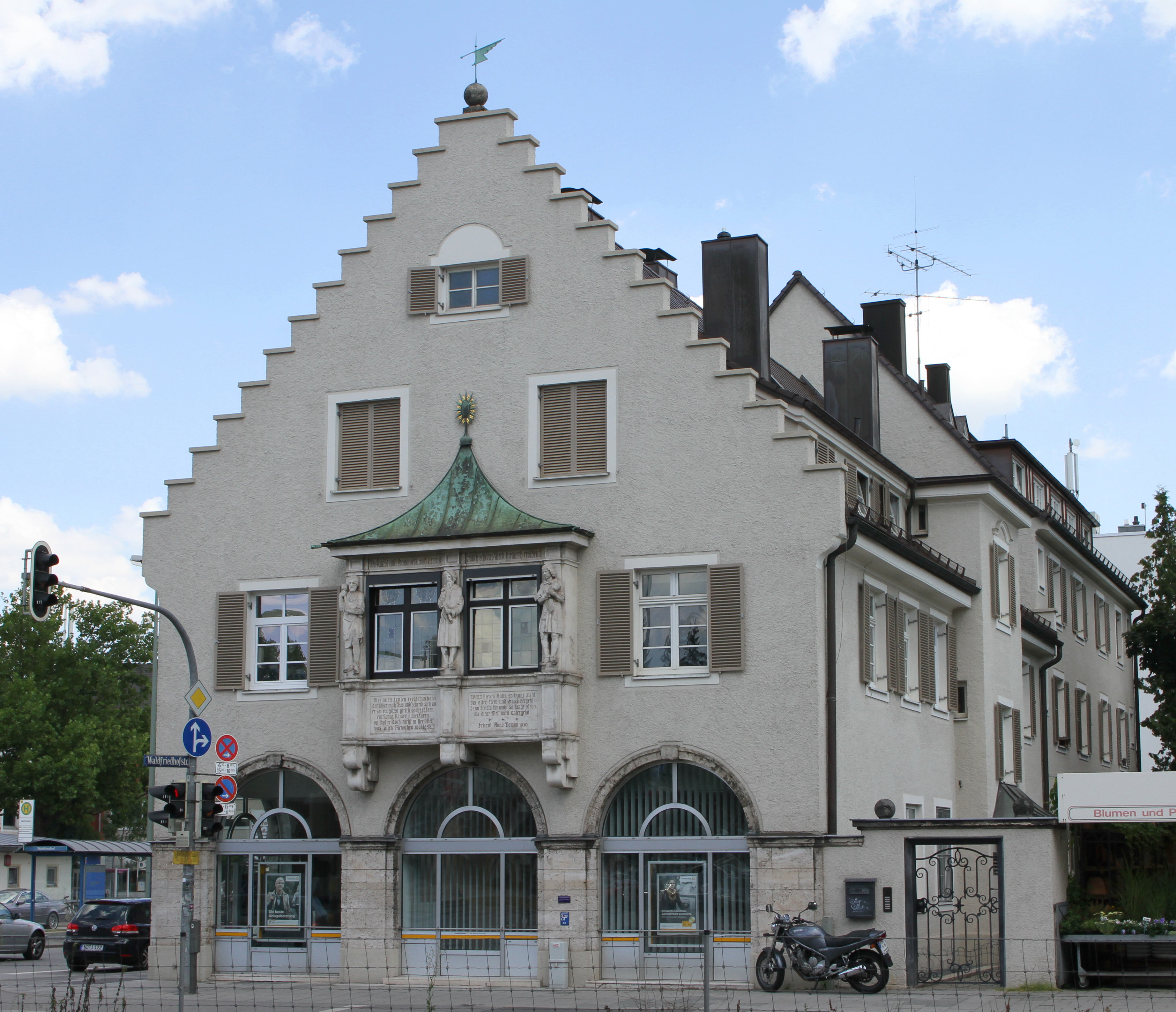
Fürstenrieder Straße 255

- Gethsemanekirche, Ettalstraße 3, 1958 nach Entwurf von Gustav Gsaenger
- Eckhaus Fürstenrieder Straße 255: Wohn- und Geschäftshaus mit Treppengiebel (1930)

## Kunstwerke
- Waldfriedhofstraße 35: Die Wartende (1984) von Werner Franzen
- Waldfriedhofstraße vor Nr. 55: Is it about a chair von Norbert Zagel